# رودخانه آباشا
رودخانه آباشا (به لاتین: Abasha) یک رود و آب‌گذر در گرجستان است که در گرجستان واقع شده‌است.